# Ma France (chanson)
Pistes de Ma France
La petite fleur qui tombe Rien à voir
Ma France est une chanson de l'auteur-compositeur-interprète Jean Ferrat. Sortie en 1969, elle est devenue un classique de son œuvre et s'inscrit parmi ses grands succès.

## Caractéristiques
Chanson engagée, chanson politique, c'est tout d'abord une déclaration d'amour à la France physique, dont les deux premiers couplets évoquent les paysages, avec quelques gros plans sur des lieux aimés (la Provence et son soleil, la Bretagne et ses genêts, l'Ardèche et sa bruyère). Mais c'est aussi et surtout une ode à un peuple combattant pour la liberté depuis Robespierre et Victor Hugo jusqu'à mai 1968. Jean Ferrat oppose la France des travailleurs et des valeurs républicaines de Liberté, Égalité, Fraternité à celle de Monsieur Thiers, qui réprima la Commune de Paris en 1871. Il reproche aux gouvernants du moment, auxquels il s'adresse par un « vous » anonyme mais derrière lequel on devine le chef de l'État de l'époque, Charles de Gaulle, d'usurper le prestige de la France, modèle de liberté pour le monde.
Sympathisant du Parti communiste français, il rend hommage à ses militants, vendeurs de l'Huma et colleurs d'affiches, à travers ce couplet : « Pour la lutte obstinée de ce temps quotidien / Du journal que l'on vend le matin d'un dimanche / À l'affiche qu'on colle au mur du lendemain ».
De Ma France, le chanteur Jean Vasca dira : « Les chansons politiques, quand elles ne sont pas réussies ont l'air de tracts, mais quand elles sont réussies, comme celle-là, elles sont pleines de vérité humaine ».
Ma France est interdite d'antenne à l'ORTF pendant deux ans. Ferrat fait la promesse de ne revenir à la télévision que le jour où il pourra la chanter. Finalement, c'est Yves Mourousi qui brise l'interdiction en diffusant un extrait de la chanson, interprétée en direct par Ferrat depuis le Palais des sports de Paris, le 31 janvier 1970.